# Hadiza Balarabe
Hadiza Sabuwa Balarabe (* 26. August 1966 in Gwantu) ist eine nigerianische Medizinerin und Politikerin.

## Werdegang
Hadiza Balarabe entstammt einer Familie mit christlichen und muslimischen Mitgliedern; sie gehört zum Stamm der Numana. Der Vater arbeitete als Lehrer. Sie besuchte die Government Girls Secondary School in Soba, die sie 1982 mit dem General Certificate of Education (GCE) abschloss. Ab 1982 studierte sie Medizin an der Universität von Maiduguri im Bundesstaat Borno und erwarb 1988 den Bachelor of Medicine, Bachelor of Surgery (MBBS). Von 1988 bis 1989 absolvierte sie ein Praktikum am Ahmadu Bello University Teaching Hospital in Zaria. Anschließend leistete sie von August 1989 bis September 1990 den obligatorischen nationalen Jugenddienst in der Polizeiklinik von Owerri im Bundesstaat Imo.
Ihre berufliche Laufbahn begann Hadiza Balarabe 1990 als Medical Officer im Wuse General Hospital in Abuja (Federal Capital Territory, FCT), wo sie von 1991 bis 1998 tätig war. Im Dezember 1998 wechselte sie an das Ahmadu Bello University Teaching Hospital in Zaria und wurde dort Verwaltungsdirektorin. Im März 2004 kehrte sie in das FCT zurück, wo sie von April 2004 bis Juni 2005 als Principal Medical Officer (Epidemiologie) in der Abteilung für öffentliche Gesundheit tätig war. Sie besuchte das West African Postgraduate Medical College und wurde im April 2001 Mitglied des West African College of Physicians im Gesundheitswesen. Im Jahr 2004 erhielt sie vom National Postgraduate Medical College of Nigeria ein Stipendium für das Medical College in Public Health (FMCPH). Hadiza Balarabe ist Mitglied in mehreren Berufsverbänden wie der Nigeria Medical Association.
Von 2014 bis 2016 war Balarabe Direktorin für öffentliche Gesundheit im FCT. Nasir Ahmad el-Rufai, Gouverneur von Kaduna, ernannte sie anschließend zur Exekutivsekretärin der Kaduna State Primary Health Care Development Agency und nominierte sie im Jahr 2018 als seine Kandidatin für die Gouverneurswahlen 2019. Die Provinz Kaduna ist von Konflikten zwischen Christen und Muslimen geprägt, und es kommt immer wieder zu Überfällen durch die Terrorgruppe Boko Haram. Balarabe hatte zuvor ein Angebot erhalten, für die Vereinten Nationen in Genf zu arbeiten, aber sie entschied sich, in Nigeria zu bleiben.  Sie wurde am 29. Mai 2019 als stellvertretende Gouverneurin vereidigt und damit die erste Frau, die in dieses Amt im Bundesstaat Kaduna (acht Millionen Einwohner) gewählt wurde. Dass sie Muslima ist, stieß auf Kritik, da auch el-Rufai Muslim ist, und die Ämter des Gouverneurs und seines Stellvertreters bisher zwischen Christen aus dem Süden und Muslimen aus dem Norden aufgeteilt wurden. El-Rufai wies die Kritik jedoch zurück: Kompetenz sei wichtiger als religiöse oder ethnische Erwägungen.
2020 wurde Hadiza Balarabe zur Vorsitzenden des Ständigen Ausschusses für COVID-19 ernannt und amtierte kurz darauf als Gouverneur für vier Wochen, in denen el-Rufai an COVID erkrankt war und isoliert werden musste. Nachdem el-Rufai 2023 nicht erneut zur Wahl als Gouverneur antreten wird, nominierte der Kandidat Uba Sani von der All Progressives Congress (APC) Balarabe als seine künftige Vertreterin.